# 長嶺埂宋墓群
長嶺埂宋墓群位於四川省瀘州市瀘縣喻寺鎮南坳村一社長嶺埂背靠薄刀嶺小山上，總面積約2.25萬平方米，文物遺址年代判定為宋。
2002年12月27日公佈為四川省第六批省級文物保護單位。2006年5月25日菩橋墓群及長嶺埂宋墓群列為第六批全國重點文物保護單位。